# 彩雲龍屬
彩云龙属（意为“彩云蜥蜴”，以中国云南省的彩虹色云层命名）是中国冯家河组一属己灭绝的蜥脚形类蜥脚形亚目恐龙。模式种易门彩云龙（Irisosaurus yimenensis）叙述于2020年，是鼠龙的姐妹群。

## 发现与命名

尺寸比较

2018年夏天，云南省易门县冯家河组的岩石中发现彩云龙的正模标本，即CVEB 21901， 2020年建立为新属、新种――易门彩云龙（Irisosaurus yimenensis），以发现地所在的县和云南省著名的“彩虹云”命名（中文：彩云之南）。

## 叙述

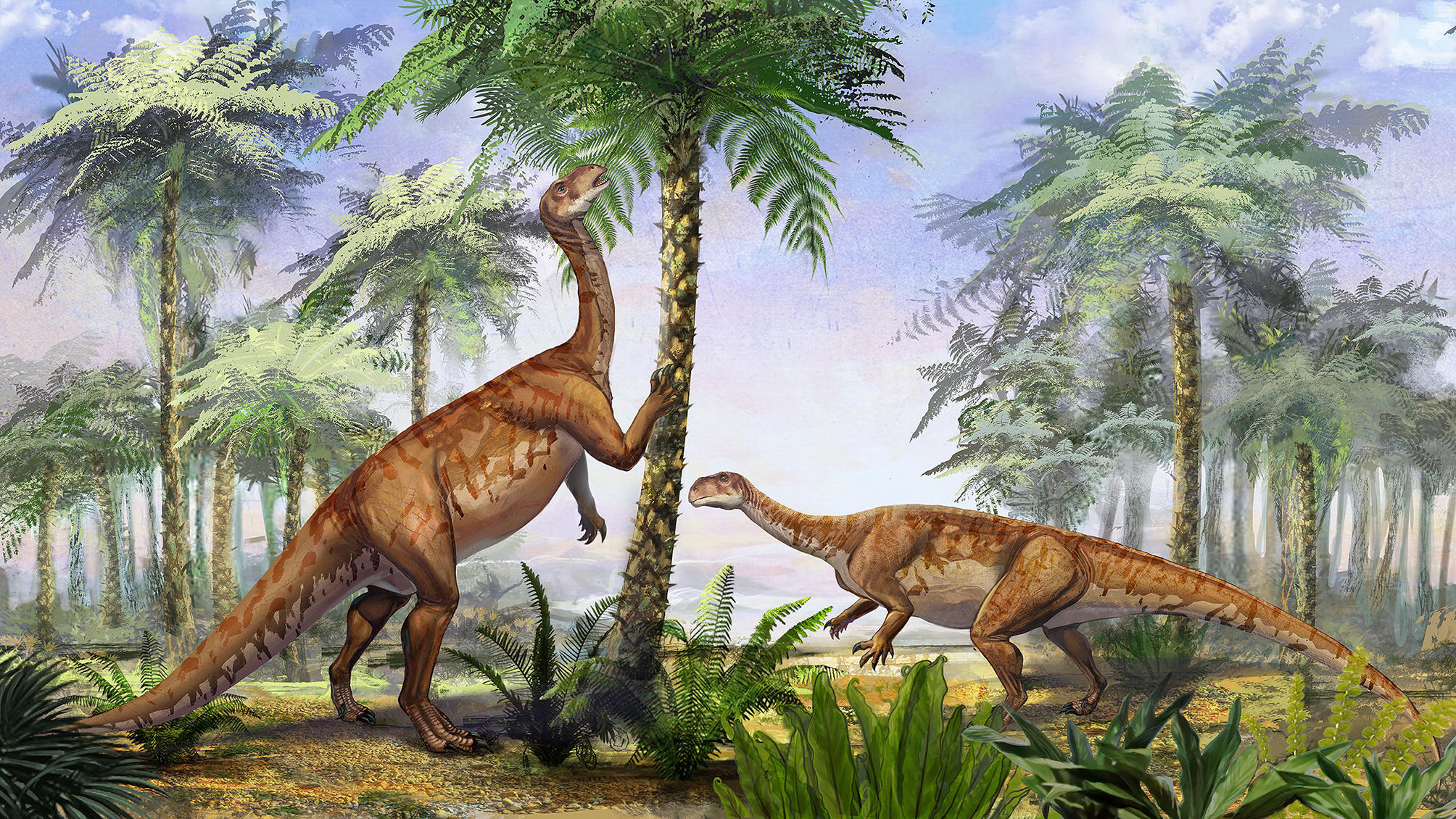
两只彩云龙的生命复原

彩云龙正模标本显示出一个独特的特征组合，而这些特征本身并不独特。鼻周孔（perinarial fossa）上有一个大而深的神经血管孔（neurovascular foramen）。上颌骨的前颌支（premaxillary ramus）高于其到鼻突（nasal process）之前的长度。第五掌骨的近半部分强烈不对称。